# Nokia 6720 Classic
Nokia 6720 Classic är en mobiltelefon från Nokia som lanserades i februari 2009 och började säljas mot hösten 2009.
Nokia 6720 var en av tillverkarens och branschens första med dubbla mikrofoner där den ena mikrofonen fungerar som en vanlig mikrofon och den andra försöker filtrera bort störande omgivningsljud som exempelvis trafik. Kameran i 6720 Classic har en dual LED-fotolampa till skillnad från Xenon-blixten i föregångaren.
I juni 2009 presenterade Nokia en något bantad och billigare version av samma mobil: 6730 classic.